# Bolesław Raczyński

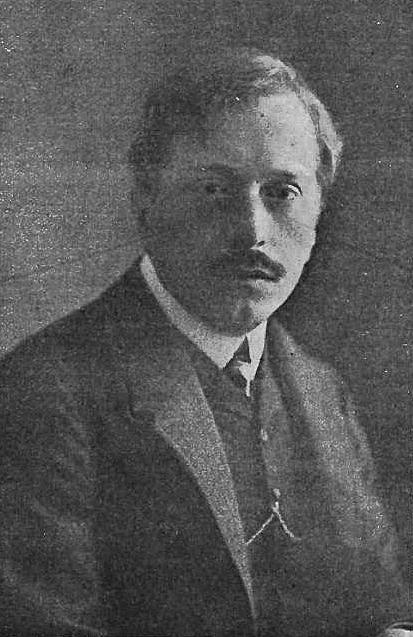
Bolesław Zygmunt Raczyński

Bolesław Zygmunt Raczyński (* 12. Juli 1879 in Nowy Sącz; † 19. März 1937 in Krakau) war ein polnischer Komponist und Musikpädagoge.
Raczyński studierte von 1895 bis 1902 an der Musikakademie Krakau bei Wincenty Singer (Violine) und Władysław Żeleński und setzte seine Ausbildung bei Felicjan Szopski und in Leipzig bei Stefan Krehl fort. Er gehörte in Krakau der Künstlergruppe Młoda Polska an. Eine seiner ersten Kompositionen war ein Stück für eine Aufführung des Kabaretts Zielony Balonik in Café Jama Michalika.
1904 lernte er Stanisław Wyspiański kennen, der ihn porträtierte. In der Folgezeit komponierte er Schauspielmusiken zu mehreren von dessen Dramen (u. a.: Akropolis, Nocy listopadowej, Legiona, Legendy). Weitere Schauspielmusiken komponierte er u. a. zu Die Wolken von Aristophanes, der Orestie von Aischylos, Castus Joseph von Szymon Szymonowic und Demosthenes von Tadeusz Konczyński. Als musikalischer Leiter des Krakauer Theaters bereitete er zwischen 1908 und 1914 zehn Uraufführungen vor. 
Im Rahmen von Arbeiten im Archiv der Wawels-Burg entdeckte er mit Bolesław Wallek-Walewski 1908 mehrere bis dahin unbekannte Kompositionen von Wacław z Szamotuł und Tomasz Szadek. Ab 1908 unterrichtete er Geige und Musiktheorie an dem von Wallek-Walewski gegründeten Musikinstitut. Ab Herbst 1914 war er Mitarbeiter der Krukowski-Operngesellschaft, deren Verwaltungsdirektor er 1919 wurde. 1920 wurde er in den Vorstand des Polnischen Musikerverbandes in Krakau gewählt. Außerdem unterrichtete er von 1919 bis 1921 Gesang an der Städtischen Schauspielschule von Krakau.
In den 1920er Jahren schrieb er zahlreiche Artikel, Besprechungen und Kritiken von Konzerten, Opern- und Operettenaufführungen in verschiedenen Krakauer Zeitschriften. Außerdem verfasste er eine Reihe von Artikeln über Wyspiański. Nach einem Straßenbahnunfall, bei dem er eine Hand verlor, hörte er auf zu komponieren und verbrachte seine letzten Lebensjahre in Armut.

## Quelle
- Ministerstwo Kultury – Bolesław Zygmunt Raczyński

| Personendaten    | Personendaten                                    |
| ---------------- | ------------------------------------------------ |
| NAME             | Raczyński, Bolesław                              |
| ALTERNATIVNAMEN  | Raczyński, Bolesław Zygmunt (vollständiger Name) |
| KURZBESCHREIBUNG | polnischer Komponist und Musikpädagoge           |
| GEBURTSDATUM     | 12. Juli 1879                                    |
| GEBURTSORT       | Nowy Sącz                                        |
| STERBEDATUM      | 19. März 1937                                    |
| STERBEORT        | Krakau                                           |